# Cladonia macrophyllodes
Cladonia macrophyllodes Nyl. (1875), è una specie di lichene appartenente al genere Cladonia,  dell'ordine Lecanorales.
Il nome proprio deriva dal greco μακρὸς makròs, che significa grande e φύλλον phyllon, che significa foglia, ed il suffisso -odes che proviene dal greco οἴδα, òida, e significa somiglia a, ha l'apparenza di, stando ad indicare la sua somiglianza esteriore con C. macrophylla pur essendo classificati in sezioni diverse.

## Caratteristiche fisiche
Il sistema di riproduzione è prevalentemente sessuale. Il fotobionte è principalmente un'alga verde delle Trentepohlia, di preferenza una Trebouxia.

## Habitat
Questa specie si adatta soprattutto a climi di tipo artico-alpino. Rinvenuta su suoli freddi dove la neve persiste a lungo e in spazi aperti e soleggiati. Predilige un pH del substrato da molto acido a valori intermedi fra molto acido e subneutro puro. Il bisogno di umidità spazia da igrofitico a mesofitico.

## Località di ritrovamento
La specie è stata rinvenuta nelle seguenti località:
- Canada (Alberta, Columbia Britannica, Manitoba, Labrador, Québec (provincia), Terranova, Saskatchewan, Yukon);
- Austria (Stiria, Salisburgo);
- Spagna (Castiglia e León);
- Germania (Baviera);
- USA (Alaska, Colorado, Montana, Washington);
- Andorra, Argentina, Cile, Corea del Sud, Groenlandia, Finlandia, Isole Svalbard, Islanda, Madera, Mongolia, Norvegia, Polonia, Romania, Svezia.

In Italia questa specie di Cladonia è abbastanza rara: 
- Trentino-Alto Adige, comune nelle zone montuose, non rinvenuta nelle valli
- Val d'Aosta, comune nelle zone montuose, non rinvenuta nelle valli
- Piemonte, abbastanza comune lungo i monti dell'arco alpino, non rinvenuta altrove
- Lombardia, abbastanza comune lungo i monti dell'arco alpino, e in alcune località prealpine; non rinvenuta altrove
- Veneto, comune in varie località del bellunese, non rinvenuta altrove
- Friuli, alquanto rara in alcune località delle parti settentrionali
- Emilia-Romagna, non è stata rinvenuta
- Liguria, non è stata rinvenuta
- Toscana, non è stata rinvenuta
- Umbria, non è stata rinvenuta
- Marche, non è stata rinvenuta
- Lazio, non è stata rinvenuta
- Abruzzi, non è stata rinvenuta
- Molise, non è stata rinvenuta
- Campania, non è stata rinvenuta
- Puglia, non è stata rinvenuta
- Basilicata, non è stata rinvenuta
- Calabria, non è stata rinvenuta
- Sicilia, non è stata rinvenuta
- Sardegna, solo un ritrovamento, risalente agli anni '80, nei pressi di Lanusei.[2]

## Tassonomia
Questa specie è attribuita alla sezione Cladonia; a tutto il 2008 non sono state identificate forme, sottospecie e varietà.